# Sam Whiskey
Sam Whiskey é um filme estadunidense de 1969 do gênero comédia western dirigido por Arnold Laven.

## Sinopse
Sam Whiskey é um aventureiro do Velho Oeste que não consegue ficar longe de confusão. Ele chega a uma cidade em busca de um rápido banho no hotel, mas entra numa briga com o ferreiro Jed que não o deixa pegar a banheira primeiro. Apesar da surra que leva, ele gosta de Jed, que se mostra amigável e lhe empresta o tanque de água de sua ferraria para que se lave. O motivo da pressa de Sam é que ele tem um encontro de negócios com uma dama que está para chegar.  
Quando a dama de nome Laura vem, ela propõe a Sam um serviço maluco: o de resgatar barras de ouro afundadas num navio fluvial. E depois, devolvê-las à Casa da Moeda em Denver. O motivo é que o falecido marido dela roubou as barras e trocou-as por chumbo. Laura quer repor as barras, antes que seja descoberta a substituição por ocasião da cunhagem de moedas.
Sam não quer o serviço, mas acaba concordando quando a viúva aumenta o prêmio e o leva para a cama. Sam então chama o ferreiro Jed e um velho amigo do Exército, que agora é inventor. O trio parte para o rio, seguido por um homem misterioso que sabe das barras de ouro e tudo fará para roubá-las dos homens.

## Elenco principal
- Burt Reynolds ... Sam Whiskey
- Clint Walker ... O. W. Bandy
- Ossie Davis ... Jed Hooker
- Angie Dickinson ... Laura